# Sports Ilustrados
Os Sports Ilustrados foram uma publicação periódica de carácter desportivo que começou a ser publicada em Lisboa no ano de 1910, propriedade de J. J. da Silva Graça e direcção de José Pontes.